# متحف السلام
متحف السلام هو متحف من المقرر أن يتم بناؤه إلى الغرب من المسجد النبوي بالمدينة المنورة بالمملكة العربية السعودية. تبلغ المساحة الإجمالية للمتحف حوالي 17,400 متر مربع (187,000 قدم2)، وتبلغ مساحة قاعات العرض 4650 متر مربع. من المخطط الانتهاء من إنشاء المتحف في غضون 12 شهرًا، بدءًا من مايو 2019. ويتبع متحف السلام للرئاسة العامة لشؤون المسجد الحرام والمسجد النبوي، وتقوم بالإشراف على تنفيذه هيئة تطوير منطقة المدينة المنورة.

## الأهداف
الهدف الرئيسي للمتحف هو تعزيز تجربة زوار المدينة من خلال تعريفهم بالمكان ثقافيا. علاوة على ذلك، يهدف إلى تسليط الضوء على الجهود السعودية لخدمة المدينتين المقدستين الإسلاميتين، وهما مكة والمدينة.

## المكونات
سيضم المتحف 10 قاعات:
- إحدى القاعات تشرح الأسباب وراء قرار النبي للهجرة إلى المدينة المنورة.
- وأخرى تستعرض المسجد النبوي.
- الثالثة تقدم تفاصيل عن المنطقة التاريخية في المدينة المنورة.
- توجد قاعة لشرح أهمية السلام في الإسلام.[3]
- قاعة أعلام المسجد.
- وقاعة للجوانب العلمية والاجتماعية في المدينة المنورة.
- وقاعة الوثائق النبوية وكتابها.
- والقاعة البانورامية.